# Franz Smutny

Franz Smutny (1895)

Franz Smutny (* 11. Dezember 1867 in Sedletz, Kuttenberg, Königreich Böhmen; † 7. Juli 1932 in Salzburg, Österreich) war ein österreichischer Sportpionier, Erfinder, Beamter und Journalist.

## Leben und Wirken
Franz Smutny wurde am 11. Dezember 1867 als Sohn eines Inspektors der Tabakregie in der Ortschaft Sedletz bei Kuttenberg (heute: Sedlec, ein Stadtteil von Kutná Hora) im Königreich Böhmen geboren. Der römisch-katholische Smutny absolvierte unter anderem das Untergymnasium und die Handelsakademie in Graz, ehe er sich im Jahre 1887 als Einjährig-Freiwilliger zum K.u.k. Infanterieregiment „Leopold II. König der Belgier“ Nr. 27 meldete. 1888 wurde er in den Rang eines Leutnants der Reserve befördert; im Jahre 1897 hatte er den Rang eines Leutnants inne. Er wirkte mehrere Jahre als Lehrer an der Grazer Militär-Radfahrschule – der erste Kurs wurde, nach erfolgreichen Herbstmanövern 1894, in den Jahren 1895/96 abgehalten – und arbeitete auch mit dem Ehepaar Carl und Elise Steininger zusammen. 1896 erschien in Graz das von ihm verfasste Buch Anleitung zur Behandlung des Fahrrades und dessen praktische Verwendung insbesondere für militärische Zwecke.
Im bürgerlichen Beruf war er ab 1887 ein Arbeiter in der Grazer Waggon- & Maschinen-Fabriks-Aktiengesellschaft vorm. Joh. Weitzer, die einst von Johann Weitzer gegründet wurde, und trat zwei Jahre später in den steiermärkischen Landesdienst ein. Dort war er zuletzt in der Landesbuchhaltung tätig. Smutny war einer der ersten Autofahrer in Graz und im November 1899 in einen der ersten dortigen Autounfälle verwickelt, der durch eine Passantin verursacht worden war.
Während seiner Militärdienstzeit zeichnete sich Smutny bei diversen Manövern als geschickter Radfahrer aus und trat bereits in dieser Zeit erfinderisch in Erscheinung. So konstruierte er ein zusammenlegbares Militärfahrrad und setzte sich zudem für die Gründung einer Radfahrerkompanie ein. Im Ersten Weltkrieg kommandierte Smutny das Freiwilligen Radfahrer-Halbbataillon in Graz und wurde im Jahre 1915 mit der Tapferkeitsmedaille ausgezeichnet. In Manövern bei einem Husarenregiment eingesetzt, wurde Smutny in einem Artikel gewürdigt: Ihm sei es in erster Linie zu verdanken, dass das ursprünglich in dieser Frage rückständige Österreich im Armee-Radfahrwesen aufgeholt, ja sogar eine Führerrolle übernommen habe. Ein Jahr später wurde er gemeinsam mit seinem Adjutanten und dessen Rechnungsführer in Triest wegen Veruntreuung ärarischer Gelder zu mehrjährigen Haftstrafen verurteilt.
Neben der Förderung des Radsports setzte er sich auch für die Popularisierung des Wintersports ein und erfand unter anderem die sogenannte Leobener Stahlrodel, deren Erfindung jedoch auch dem Sportpionier Josef Sperl zugeschrieben wird. Diese war aufgrund ihrer Elastizität besonders für Rennzwecke geeignet und wurde im Laufe der Jahre tausendfach verkauft. Zudem regte er in Graz eine künstliche Rodelbahn für die Sommermonate an. Außerdem war Smutny Sportredakteur beim Grazer Volksblatt und fungierte 1899 als Proponent für die Gründung des Grazer Fußballverbands, des späteren Akademischen Sportverbands. Um das Jahr 1926 ließ er sich in der Stadt Salzburg nieder, wo er als Sport- und Lokalredakteur der Salzburger Chronik angehörte. Am 7. Juli 1932 starb Smutny 65-jährig in Salzburg.

## Werke (Auswahl)
- Franz Smutny: Anleitung zur Behandlung des Fahrrades und dessen praktische Verwendung insbesondere für militärische Zwecke. Graz 1896.